# 門前通り (岡崎市)

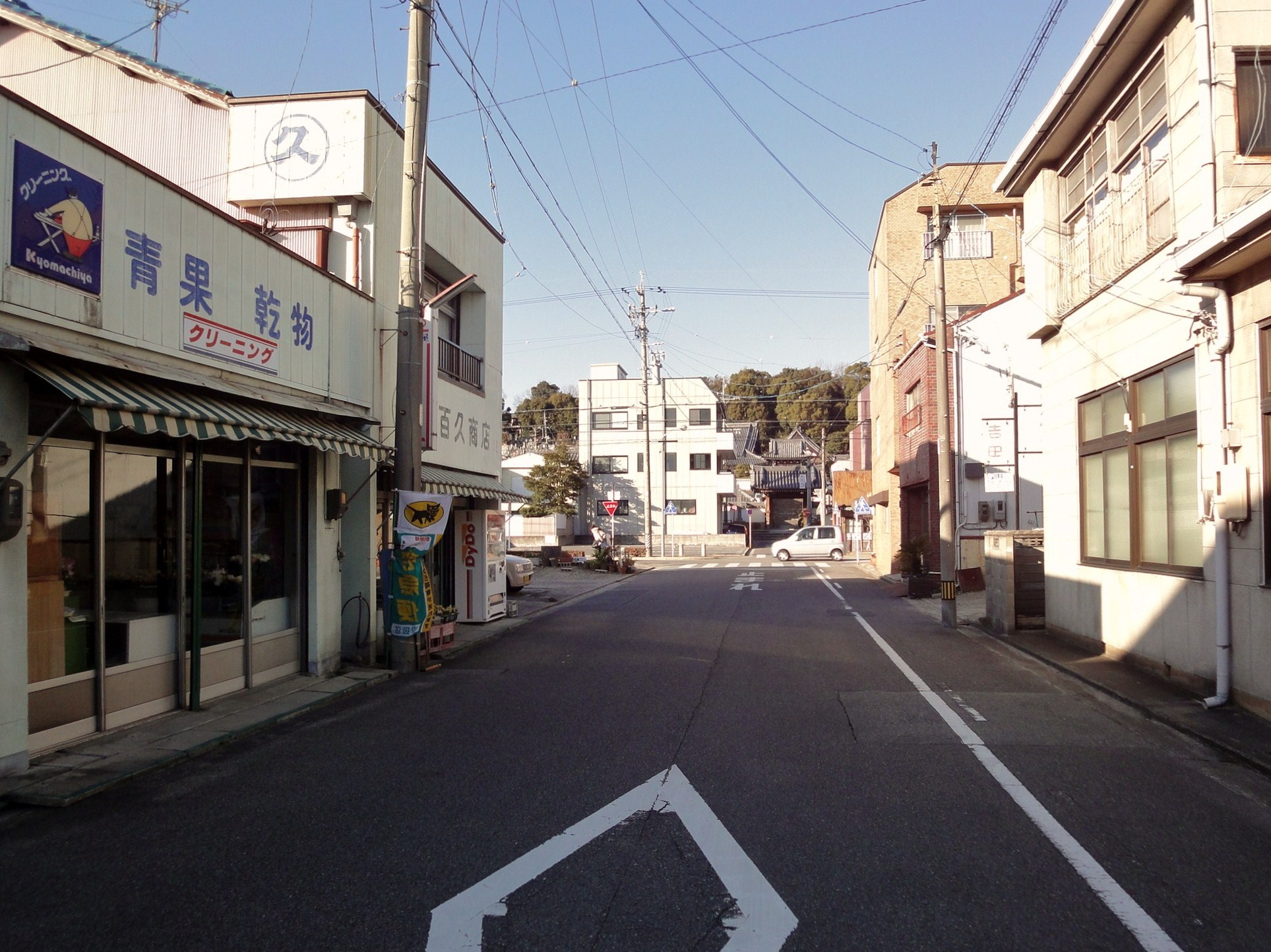
門前通り（岡崎市門前町1丁目）

門前通り（もんぜんどおり）とは、愛知県岡崎市門前町を南北に通る道路の通称名である。

## 岡崎の門前町
近世、城下町における寺院は、防衛などの領主の戦略上の政策から一地域に集められ、いわゆる寺町を形成することが全国的には多い。しかし岡崎城下では、寺院数が多いにもかかわらず寺町は形成されなかった。岡崎城主田中吉政が城下町を造る際、既存の寺院の移転や寺町の造成を試みたが成立しなかった。そのため寺院とその寺領門前町が岡崎城下に中小散在し、城下町の構成を複雑にしていた。

### 随念寺の門前町

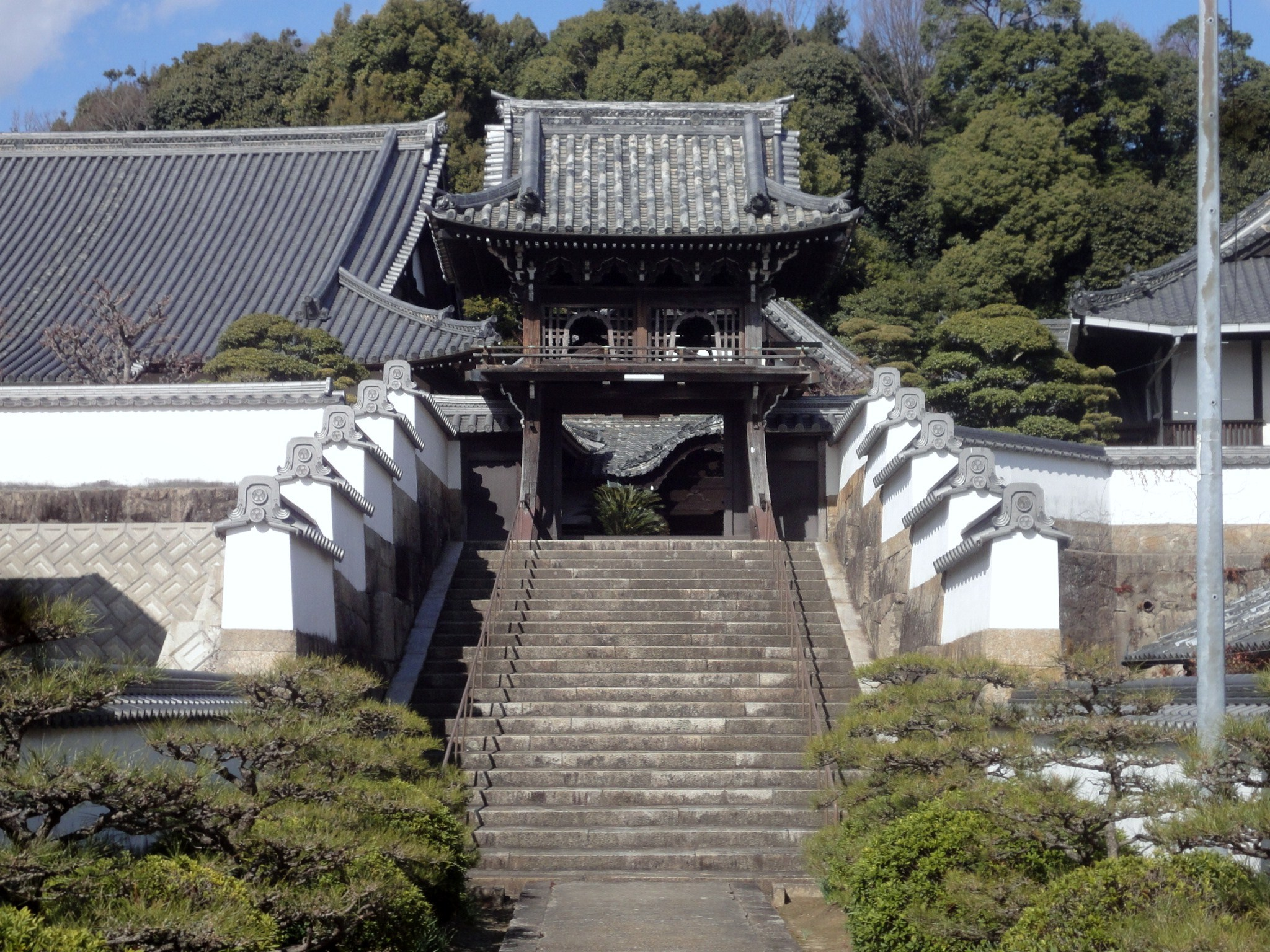
随念寺

江戸時代の岡崎城下は随念寺寺領門前をはじめとして、大林寺・松應寺・満性寺・誓願寺・極楽寺・善立寺・大泉寺などの寺領の門前にいわゆる門前町があった。随念寺門前は、「伝馬通り」から北へ随念寺総門土台下まで南北に約130メートルほどの通りの両側に門前家並みができていた。もともと各地に散在していた寺領農民らが、伝馬町や両町などの新設に伴い集住し、早くから町並みを形成したものと考えられる。
旧『岡崎市史 第参巻』附録の天保年間の城下町絵図には、随念寺の門前のみ特に「門前町」と記されている。他の寺院門前、たとえば松応寺は単に「門前」、宝福寺は仮名書きで「もんぜん」、誓願寺は「モン前」などと記されており、その区別は明らかである。岡崎城下で「門前町」といえば限定的に随念寺の門前を指していたようである。現在でも門前町の地名はそのまま残った。門前通りはそうした随念寺を中心に形成された門前町を南北に通る道で、時代の推移とともに道幅を拡げることはあったにしても、少なくとも近世から変わらず続いている随念寺ゆかりの道である。短い門前通りには街路の「通称名の標識」が1枚だけ立っている。

## 交通規制
- 北方向に石屋町通りとの交差点まで一方通行規制（規制の始まりは国道1号・菅生町交差点）。
- 随念寺のすぐ手前は駐車禁止（規制時間帯は07:00-22:00）。

## 接続する路線
- 石屋町通り（岡崎市）
- 伝馬通り（岡崎市）

## 沿線・周辺
- 随念寺

## 参照図書
- 新編岡崎市史編さん委員会『新編 岡崎市史 近世3』
- 岡崎市役所『岡崎市史第参巻』